# 日本基督教団倉敷教会教会堂

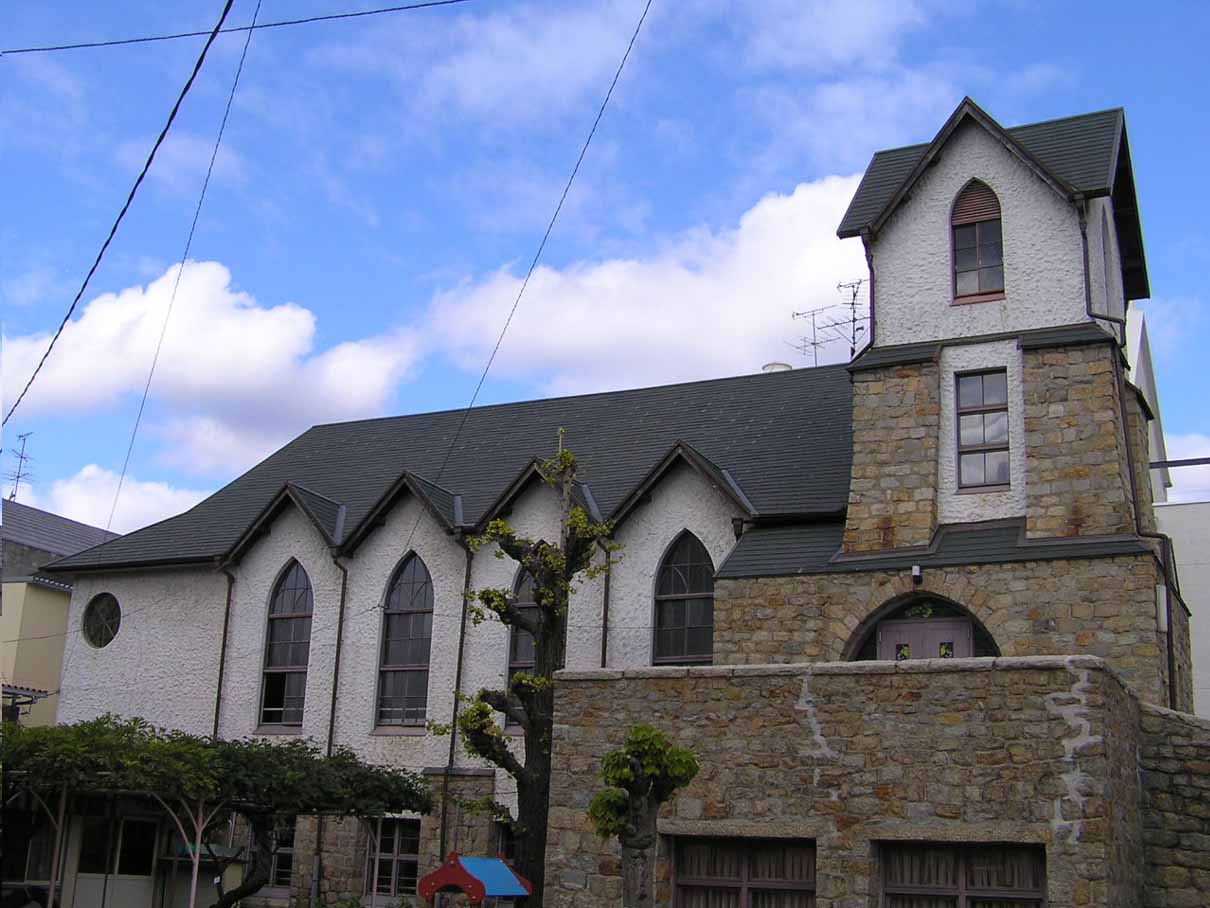
日本基督教団倉敷教会

日本基督教団倉敷教会教会堂（にほんきりすときょうだんくらしききょうかいきょうかいどう）は、岡山県倉敷市鶴形1丁目にある1923年（大正12年）に建設された登録有形文化財の教会建築。1906年（明治39年）に誓願寺の向かいに民家を借り会堂にしていたが、1911年（明治44年）に今橋北西の惣堂社跡地への移転を経て、1923年に現在地へ移転した。設計は、東京都千代田区神田の文化学院を創設した教育者でもある、西村伊作。東西棟の切妻屋根はスレート葺で、東南隅に塔屋が付設する。1階は木骨RC造の石貼。スロープが2階礼拝堂前のテラスへと続き、単廊式の礼拝堂は側面に尖頭アーチ窓を設ける。近くの社会福祉法人「若竹の園」保育園竹中幼稚園園舎も設計者が同じで登録文化財。